# Hugo Fux

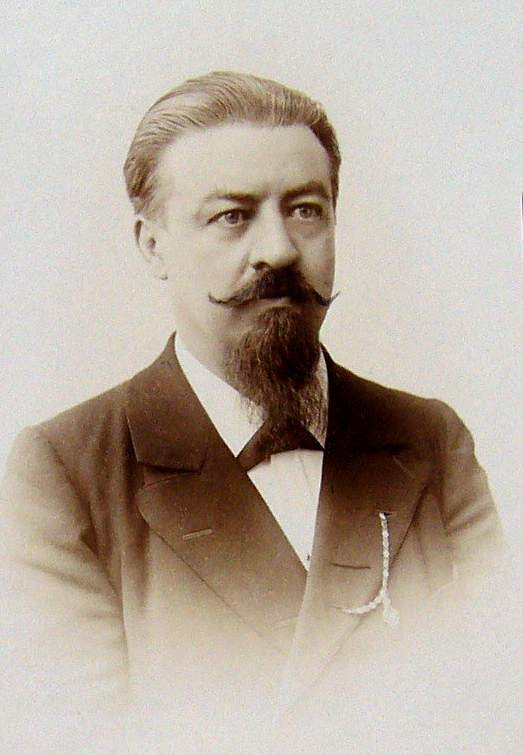
Hugo Fux Edler von Volkswart

Hugo Fux, ab 1905 Hugo Fux Edler von Volkswart (* 4. Juni 1844 in Gewitsch; † 17. Mai 1907 in Karlsbad), war ein mährischer Jurist und Politiker. Von 1884 bis 1907 war er Mitglied des Mährischen Landtages.

## Leben und Wirken
Er war der Sohn des Rechtsanwalts Friedrich Fux, der später Präsident des Landgerichts Znaim wurde, und dessen Ehefrau Henrietta geborene Starke. Er besuchte die Gymnasien in Kremsier, Olmütz und Brünn und sprach neben Deutsch ausgezeichnet Tschechisch. Danach studierte er von 1862 bis 1866 Rechtswissenschaften an der Universität Wien, wo er 1867 zum Doktor der Rechte promovierte und kurze Zeit praktizierte.
Ab 1869 arbeitete er als Rechtsanwalt in Nový Jičín (Neutitschein), wo er 1873 eine unabhängige Anwaltskanzlei eröffnete. Er war dreimal verheiratet. Das erste Mal mit Leopoldina, geb. Komareková, Tochter eines Juweliers aus Brünn († 1871). Nach seiner zweiten Heirat im Jahr 1872 mit Karolina, einem Mitglied der alten Tuchmacherfamilie aus Nový Jičín, geb. Preisenhammerová (1854–1900), wurde er zu einem Mitglied einer der prominenten Familien der Gegend, da sein Schwager Heinrich Preisenhammer Bürgermeister von Neutitschein (1873–1879 und 1899–1900) war. Aus dieser Ehe stammte ein Sohn Hugo Fux (* 27. Oktober 1873 in Neutitschein; † 19. Juni 1951 in Dettingen bei Stuttgart), tätig in der mährischen Finanzverwaltung und ab 1903 als Privatdozent an der Technischen Universität Brünn. Nach dem Tod seiner zweiten Frau heiratete Fux 1901 in Brünn Berta, geb. Taborska. 
Ab Ende der 1860er Jahre engagierte sich Fux im öffentlichen Dienst in Novojičíner Vereinen und Instituten, die er mitbegründete, z. B. in der Novojičíner Kreditbank, Musik-, Schulschneider- und Schützenvereinen, leitete den Männergesangsverein, war 1869 einer der Initiatoren und Mitbegründer des Deutsch-Politischen Vereins in Neutitschein und ihres Presseorgans Neutitscheiner Wochenblatt für Stadt und Land. 
Ab 1873 saß er im Gemeinderat, 1879 wurde er zum Bürgermeister der Stadt gewählt und bekleidete das Amt zwanzig Jahre lang. Während seiner Amtszeit wurde die prosperierende Lokalbahn Neutitschein–Suchdol nad Odrou in Betrieb genommen, die in den Besitz der Stadt überging, sowie die städtische Wohlfahrtsanstalt, die Gebäude des Bezirksgerichts, des Krankenhauses und des Landratsamtes, das Bundeshaus, das Landespolizeiamt und die Schulen in der Stadt wurden wieder aufgebaut. 
1884 wurde Fux zum Mitglied des Mährischen Landtages gewählt, dem er bis zu seinem Tode 1907 angehörte. Er bewährte sich als langjähriger Beamter in Schulfragen. Von 1896 bis 1907 arbeitete er als Assistent im mährischen Landeskomitee, und sein Bericht umfasste die Landesfinanzen, die Gesundheitseinrichtungen, beide Techniken in Brünn und die Berufsausbildung. Er arbeitete in staatlichen und privaten Versicherungsanstalten, die er zu einem der Instrumente der politischen Einflussnahme machte, er kümmerte sich um den Aufbau staatlicher Institutionen für Geisteskranke in Jihlava und Kroměříž. Er initiierte Konferenzen, die sich mit der desolaten Lage der Provinzfinanzen in Vorlitauen befassten. 
Nach dem Tod von A. Promber im April 1899 wurde er stellvertretender Bezirkshauptmann, trat als Bürgermeister von Neutitschein zurück und zog nach Brünn. Seine politische Basis war die liberale Deutschmährische Partei, in deren Führung er bereits Ende der 1880er Jahre auftrat und bald den Posten des stellvertretenden Vorsitzenden (späteren Vorsitzenden) des Deutschen Parlamentsklubs übernahm. Er war ein beliebter Parteiredner. Ab 1897 wurde er Mitglied der Gesamtleitung der Deutschen Fortschrittspartei in Mähren, wo er die Kontinuität mit der alten liberalen Tradition vertrat.
Von 1893 bis 1897 war Fux Mitglied der Wiener Abgeordnetenkammer. Nach Ablauf des Mandats kandidierte er jedoch nicht mehr, da er lieber in der regionalen Selbstverwaltung tätig war. Trotz des Widerstandes einiger Parteimitglieder initiierte und unterstützte er den Abschluss der deutsch-tschechischen Regelung in Mähren. Bereits 1897 schlug er die Aufteilung des Landtages in zwei Landeskurien und eine dritte große Gutskurie vor, gleichzeitig trat er für die Landesteilung von Landesschulrat und Bezirksschulräten ein. Er arbeitete als Chefunterhändler der deutschen Zivilpolitik im parlamentarischen Gleichstellungsausschuss. Fux starb nach einer Operation wegen einer Blinddarmentzündung während eines Aufenthaltes in Karlsbad und wurde auf dem Brünner Zentralfriedhof beigesetzt.

## Ehrungen
1906 wurde er für seinen großen Beitrag zum Abschluss der mährischen Besiedlung mit dem Beinamen von Volkswart in den Adelsstand erhoben. Außerdem wurde er mit dem Ritterkreuz des Franz-Joseph-Ordens und dem Orden der Eisernen Krone ausgezeichnet. 1880 erhielt er die Ehrenbürgerschaft der Stadt Neutitschein.